# محمد سليم (سياسي عراقي)
الحاج محمد سليم هو سياسي عراقي شغل منصب نائب عن لواء الكوت في الدورة الرابعة وعن لواء بغداد في الدورة السادسة من مجلس النواب العراقي في العهد الملكي.
كما شغل منصب متصرف الحلة 27 أيلول 1922 – 2 حزيران 1923.